# Vnější Londýn
Pojem Vnější Londýn označuje část Velkého Londýna, která není zahrnuta do Vnitřního Londýna. Původně to bylo území, které nebylo částí původního hrabství Londýn, ale které bylo od roku 1965 považováno za část Londýna a North Woolwich. Tento pohled je nyní méně zřetelný, protože pro statistické účely je definice oblasti Vnějšího Londýna odlišná.

Vnější Londýn - původní vymezení

Vnější Londýn dle ONS

Obecně platí, že telefonní čísla do Vnitřního Londýna mají tvar 020–7xxx-xxxx, zatímco čísla do Vnějšího Londýna mají tvar 020-8xxx-xxxx. Následující řada telefonních čísel pro Londýn, která bude mít tvar 020-3xxx-xxxx, již nebude rozdělena tímto způsobem a bude přidělována pro celý Londýn.
Všeobecně se za části Vnějšího Londýna považují tyto části:
- Barking a Dagenham
- Barnet
- Bexley
- Brent
- Bromley
- Croydon
- Ealing
- Enfield
- Haringey
- Harrow
- Havering
- Hillingdon
- Hounslow
- Kingston
- Merton
- Newham
- Redbridge
- Richmond
- Sutton
- Waltham Forest

Statistický úřad (Office for National Statistics) vyčleňuje pro svá šetření z tohoto seznamu Newham a Haringey ale zahrnuje zde Greenwich. Podle klasifikace NUTS (Nomenclature of Territorial Units for Statistics – standard pro definici oblastí jednotlivých států EU) je součástí Vnějšího Londýna – Barking a Dagenham, Barnet, Bexley, Brent, Bromley, Croydon, Ealing, Enfield, Greenwich, Harrow, Havering, Hillingdon, Hounslow, Kingston, Merton, Redbridge, Richmond, Sutton a Waltham Forest.

## Historický vývoj počtu obyvatel
```
Rok   Počet obyvatel
1891  1 083 770 
1901  1 647 396
1911  2 162 288 
1921  2 413 978 
1931  3 217 219 
1939  4 250 788 
1951  4 517 588 
1961  4 499 737 
1971  4 420 585
1981  4 254 900
1991  4 230 000
2001  4 463 000
2003  4 483 300
```

Poznámky k údajům:
Čísla odpovídají oblasti odpovídající definici Vnějšího Londýna statistickým úřadem (Office for National Statistics – ONS) v roce 2001. Plocha tohoto území je 1 254 km². Data před rokem 1971 byly rekonstruovány ONS na základě předchozích sčítání obyvatel aby odpovídaly oblasti, která je v roce 2001 vymezena jako Vnější Londýn. Údaje od roku 1981 jsou odhady počtu obyvatel uprostřed roku založené na číslech vlastních sčítání.